# Washing Bay
Washing Bay är en vik i Storbritannien.   Den ligger i riksdelen Nordirland, i den västra delen av landet. Washing Bay är en del av sjön Lough Neagh.